# Ingénierie clinique
L'ingénierie clinique (en anglais : clinical engineering) est une spécialité de l'ingénierie biomédicale chargée d'utiliser la technologie médicale pour optimiser la prestation des soins de santé.
Les ingénieurs cliniques forment et supervisent les techniciens d'équipement biomédical (TEBM), travaillent avec les organismes de réglementation gouvernementaux dans le cadre d'inspections et d'audits hospitaliers, et servent de consultants technologiques pour les autres membres du personnel hospitalier (c'est-à-dire les médecins, les administrateurs et le personnel informatique). Les ingénieurs cliniques conseillent également les producteurs de dispositifs médicaux et surveillent l'état de l'art afin de maintenir à jour les modèles d'approvisionnement des hôpitaux.
Grâce à leur formation en conception de produits et à leur expérience des points d'utilisation, les ingénieurs cliniciens constituent un pont entre les concepteurs de produits et les utilisateurs finaux.
Les départements d'ingénierie clinique des grands hôpitaux engagent parfois non seulement des ingénieurs biomédicaux, mais aussi des ingénieurs industriels et des ingénieurs systèmes pour traiter de sujets tels que la recherche opérationnelle, les facteurs humains, l'analyse coût-avantage et la sécurité.

## Histoire
Le terme clinical engineering a été utilisé pour la première fois en 1969 dans un article de Landoll et Caceres. C'est à Caceres, un cardiologue, qu'on attribue généralement la paternité du terme.
Le domaine plus large de l'ingénierie biomédicale a également une histoire relativement récente, la première réunion d'ingénierie inter-sociétés axée sur l'ingénierie en médecine s'étant probablement tenue en 1948.
L'idée générale d'appliquer l'ingénierie à la médecine remonte toutefois à plusieurs siècles.
Par exemple, les travaux de Stephen Hales au début du XVIIIe siècle, qui ont conduit à l'invention du respirateur artificiel et à la découverte de la pression artérielle, impliquaient l'application de techniques d'ingénierie à la médecine.
Au début des années 1970, on pensait que l'ingénierie clinique nécessiterait de nombreux nouveaux professionnels. Les estimations pour les États-Unis allaient jusqu'à 5 000 à 8 000 ingénieurs cliniciens, soit un pour 250 lits d'hôpital.